# Estrecho Arguindeguy/Ripamonti
El estrecho Arguindeguy (según Argentina) o estrecho Ripamonti (según Chile) es un estrecho de 2,8 kilómetros de largo y 0,9 kilómetros de ancho, que recorre en sentido este-oeste, separando las islas Marambio/Seymour y Cerro Nevado del grupo de la isla James Ross, en el extremo noreste de la península Antártica. Comunica el estrecho Bouchard (o paso Almirantazgo) con el mar de Weddell. Al norte se encuentra el cabo Bello/Lamas y al sur, el cabo Costa Lázara.

## Historia y toponimia
Fue recorrida por la Expedición Antártica Sueca de Otto Nordenskiöld en 1902, quién le dio el nombre  Seymoursund.
En Argentina, fue nombrado en homenaje al Teniente de Fragata Luis Eduardo Arguindeguy, quien falleció en la provincia de Mendoza sepultado por un alud el 18 de agosto de 1953, mientras realizaba un curso preparatorio en la cordillera de los Andes para ocupar la Jefatura de un Destacamento Naval en la Antártida.
En Chile, el nombre corresponde al apellido del arquitecto Julio Ripamonti Barros, integrante de la Primera Expedición Antártica Chilena en 1947 que construyó en 48 días la primera casa polar en puerto Soberanía (hoy Base Naval Capitán Arturo Prat).
En idioma inglés, el Comité de Topónimos Antárticos del Reino Unido le colocó el nombre de Picnic Passage en referencia a las excelentes condiciones para el uso de trineos experimentadas durante los trabajos de cartografía del British Antarctic Survey realizados en el área en 1952, que dio a los trabajos un ambiente de pícnic.
En 1954, la Armada Argentina instaló en la isla Cerro Nevado el refugio naval Betbeder, en la costa sur del estrecho.

## Reclamaciones territoriales
Argentina incluye al grupo de las islas James Ross en el departamento Antártida Argentina dentro de la provincia de Tierra del Fuego, Antártida e Islas del Atlántico Sur; para Chile forma parte de la comuna Antártica de la provincia Antártica Chilena dentro de la Región de Magallanes y de la Antártica Chilena; y para el Reino Unido integra el Territorio Antártico Británico. Las tres reclamaciones están sujetas a las disposiciones del Tratado Antártico.
Nomenclatura de los países reclamantes: 
- Argentina: estrecho Arguindeguy[5][11]
- Chile: estrecho Ripamonti[2]
- Reino Unido: Picnic Passage[4]